# Eloy de la Iglesia
Eloy Germán de la Iglesia Diéguez, noto artisticamente come Eloy de la Iglesia, (Zarautz, 1º gennaio 1944 – Madrid, 23 marzo 2006) è stato un regista e sceneggiatore spagnolo di origine basca.
La sua carriera di regista iniziò a metà degli anni '60 e durò fino al 2003. Fu membro del Partito Comunista di Spagna durante la dittatura di Franco e mantenne ampie controversie con la censura cinematografica a causa di questa circostanza e della sua nota omosessualità. Le sue opere cinematografiche, in uno stile naturalistico, diretto e tendente a mostrare realtà sociali e temi scomodi, sono una costante nella sua filmografia. A causa di questa circostanza, è stato spesso collegato al lavoro di registi come Pier Paolo Pasolini, Rainer Werner Fassbinder o Pedro Almodóvar.
I suoi film più noti, come Overdose (1983), Navajeros (1980) o La estanquera de Vallecas (1987), furono realizzati negli anni '80 e descrivono la marginalità e il mondo delle droghe vissute nelle città spagnole negli anni '70 e '80. Tuttavia, ebbe anche grandi successi negli anni '70 con film come El techo de cristal (1971), L'appartamento del 13º piano (1972) o El diputado (1978).
Uno dei maggiori esponenti del cinema quinqui spagnolo, de la Iglesia, durante la sua carriera ha girato 22 film che trattano argomenti come l'omosessualità (L'appartamento del 13º piano, Los placeres ocultos o El diputado), ha mostrato pazzi rapporti familiari (Algo amargo en la boca o La otra alcoba), ha flirtato con la fantascienza (I vizi morbosi di una giovane infermiera) e ha persino creato melodrammi personalizzati (Cuadrilátero o Nadie oyó gritar). Ha anche fatto adattamenti letterari (Otra vuelta de tuerca, Calígula o Los novios búlgaros).

## Biografia

### Formazione e primi lavori
Nato a Zarautz, Gipuzkoa, Eloy de la Iglesia è cresciuto a Madrid, dove ha studiato filosofia e letteratura fino al terzo anno, quando ha deciso di dedicarsi al cinema, al teatro e alla televisione. All'età di 20 anni aveva già scritto, diretto o prodotto quasi cinquanta titoli per la televisione, come La doncella del mar, Los tres pelos del diablo e El mago de Oz, testi che hanno formato il suo primo lungometraggio Fantasía... 3 (1966). Anche se ha cercato di entrare nella Escuela Oficial de Cinematografía non è stato accettato perché non aveva l'età minima richiesta. Ha studiato cinema a Parigi all'IDHEC. Ha lavorato come sceneggiatore per la televisione e, dopo alcuni lavori girato in 8 millimetri, ha debuttato con Fantasía... 3 che non è riuscito ad essere rilasciato nelle sale cinematografiche.
Alla la fine del decennio degli anni '60 ha fatto il suo debutto sugli schermi cinematografici con Algo amargo en la boca (1969). Interpretato da Irene Daina, Juan Diego e Maruchi Fresno, il film si scontró con la censura franchista data all'epoca la militanza del regista nel Partito Comunista di Spagna. questi problemi lo hanno successivamente accompagnato fino alla fine della dittatura di Franco, e qualche tempo dopo, a causa della natura profondamente provocatoria e ripugnante del suo cinema, di pregiudizi esistenziali e pieno di denuncia sociale e politica.

### Anni '70
Eloy de la Iglesia inizia il decennio degli anni '70 con un melodramma su commissione: Cuadrilátero (1970). Interpretato dal pugile José Legrá, il film è ambientato nel mondo della boxe, con uno sfondo sordido, in cui due amici devono affrontarsi a causa di una disputa che il loro promotore ha con uno di loro.
De la Iglesia raggiunse il suo primo successo commerciale con il suo terzo film: El techo de cristal (1971). Interpretato da Carmen Sevilla, Patty Shepard e Emma Cohen è un thriller poliziesco che racconta la storia di Marta (Sevilla), una donna sposata solitaria perché suo marito viaggia molto, che con il passare del tempo inizia a sospetta che Julia (Shepard), la sua vicina del piano di sopra, abbia ucciso suo marito. Ha avuto una buona risposta al botteghino con oltre 1.000.000 di spettatori.
Cercando di evitare l'azione della censura cinematografica, che non ha avuto successo, si è gradualmente avvicinato al thriller e al cinema horror con le sue opere seguenti, disprezzando manierismi e accademismi stilistici e strutturali.
L'appartamento del 13º piano (1972), interpretato da Vicente Parra, Emma Cohen ed Eusebio Poncela, racconta la storia di un uomo che uccide accidentalmente un tassista davanti alla sua ragazza. Per evitare di essere scoperto, anche se il suo vicino sa cosa sta succedendo e pianifica un'operazione per sedurlo, cade in una spirale di nuovi crimini, trasformandosi in un serial killer. La sceneggiatura è stata respinta due volte dalla censura e il film ha subito 64 tagli nel filmato.
In Nadie oyó gritar (1973) Carmen Sevilla interpreta una prostituta mostrata velata. Per puro caso diventa complice del suo vicino (Vicente Parra) che, sottoposto al personaggio di sua moglie (María Asquerino), finisce per assassinarla e cercare di far sparire il corpo con l'aiuto della sua vicina di fronte alla minaccia di ucciderla.
I vizi morbosi di una giovane infermiera (1973), un film di fantascienza la cui trama deve molto ad Arancia meccanica di Stanley Kubrick. In uno stato neofascista in un futuro indeterminato, Ana (Sue Lyon), un'infermiera in un grande ospedale, osserva nel suo lavoro l'aumento del numero di omicidi perpetrati su giovani uomini. Le autorità cercheranno di scoprire l'assassino, anche se gli spettatori saranno consapevoli fin dall'inizio che è l'infermiera stessa che seduce ed uccide le sue vittime innocenti dopo aver fatto sesso con loro.
Chiude questo ciclo tematico Giochi d'amore proibiti (1975), che ebbe profondi problemi con la censura cinematografica. Un insegnante (Javier Escrivá), nella sua tetra e isolata dimora signorile, umilia una coppia di fratelli studenti (John Moulder-Brown e Inma de Santis) che mantengono tra loro una relazione affettiva incestuosa. La storia prende una svolta quando i giovani si ribellano e prendono il controllo della situazione.
Con la morte di Franco i seguenti film di De la Iglesia iniziano ad affrontare chiaramente il tema sessuale, già accennato in film come L'appartamento del 13º piano.
Il primo esempio è La otra alcoba (1976), dove nasce un triangolo amoroso tra Juan (Patxi Andión), un giovane che lavora in una stazione di servizio, Diana (Amparo Muñoz), una bella donna sposata con una persona ben posizionata ma sterile, Marcos (Simón Andreu). Sebbene Marcos faccia credere a Diana di essere responsabile del fatto che non possono avere figli, scopre la verità per avere finalmente avventure con altri uomini con i quali avere relazioni e realizzare il suo sogno di diventare madre.
In La criatura ([1977) Cristina (Ana Belén) è una donna che pratica relazioni zoofile di fronte alla sua relazione frustrante, folle e infruttuosa con il marito Marcos (Juan Diego), presentatore televisivo ben posizionato e ben ponderato conservatore.
Nello stesso anno De la Iglesia rilascia, dopo un'aspra polemica con la censura che ha vietato la proiezione del film per mesi, Los placeres ocultos (1977). È la storia di Eduardo (Simón Andreu), un dirigente di banca omosessuale ben posizionato finanziariamente, abituato a relazioni fugaci fino a quando non si innamora di Miguel (Tony Fuentes), un bel giovane di umile origine.
El sacerdote (1978), ambientato nel tardo franchismo ed interpretato da Simón Andréu, Esperanza Roy y Emilio Gutiérrez Caba, presenta un giovane sacerdote (Andreu), represso sessualmente, continuamente ossessionato da un suo parrocchiano (Roy) fino a quando non viene castrato.
In El diputado (1978), interpretato da José Sacristán, María Luisa San José e José Luis Alonso, un politico bisessuale (Sacristán) prossimo segretario generale del Partito comunista si ritrova immerso in un complotto organizzato da un partito di estrema destra che utilizza come escal l'attraente chapero (Alonso) con il quale intrattiene una relazione con l'acquiescenza di sua moglie (San José).

## Filmografia

### Regista
- Fantasía... 3 (1966)
- Algo amargo en la boca (1969)
- Cuadrilátero (1970)
- El techo de cristal (1971)
- L'appartamento del 13º piano (La semana del asesino) (1972)
- I vizi morbosi di una giovane infermiera (Una gota de sangre para morir amando) (1973)
- Nadie oyó gritar (1973)
- Giochi d'amore proibiti (Juego de amor prohibido) (1975)
- La otra alcoba (1976)
- Los placeres ocultos (1977)
- La criatura (1977)
- El sacerdote (1978)
- El diputado (1978)
- Miedo a salir de noche (1980)
- Navajeros (1980)
- La mujer del ministro (1981)
- Colegas (1982)
- Overdose (El pico) (1983)
- El pico 2 (1984)
- Otra vuelta de tuerca (1985)
- La estanquera de Vallecas (1987)
- Estudio 1, l'episodio "Calígula" (2001)
- Los novios búlgaros (2003)

### Sceneggiatore
- Nuestro amigo el libro – serie TV, 12 episodi (1964)
- Fantasía... 3 (1966)
- Algo amargo en la boca (1969)
- El techo de cristal (1971)
- L'appartamento del 13º piano (La semana del asesino) (1972)
- I vizi morbosi di una giovane infermiera (Una gota de sangre para morir amando) (1973)
- Nadie oyó gritar (1973)
- Giochi d'amore proibiti (Juego de amor prohibido) (1975)
- La otra alcoba (1976)
- Los placeres ocultos (1977)
- El diputado (1978)
- Miedo a salir de noche (1980)
- Navajeros (1980)
- La mujer del ministro (1981)
- Colegas (1982)
- Overdose (El pico) (1983)
- El pico 2 (1984)
- Otra vuelta de tuerca (1985)
- La estanquera de Vallecas (1987)
- Estudio 1, l'episodio "Calígula" (2001)
- Los novios búlgaros (2003)

### Attore
- Fantasía... 3 (1966) - non accreditato
- El diputado (1978) - non accreditato
- Navajeros (1980) - non accreditato
- La mujer del ministro (1981) - non accreditato
- Overdose (El pico) (1983) - non accreditato
- El pico 2 (1984) - non accreditato